# IF Brommapojkarna
IF Brommapojkarna este un club de fotbal din Stockholm, Suedia fondat în anul 1942.